# 古谷崇洋
古谷 崇洋（ふるたに たかひろ、1993年11月8日 - ）は、日本の政治家。愛媛県砥部町長。元南海放送アナウンサー。

## 来歴
愛媛県伊予郡砥部町出身。砥部町立砥部中学校、愛媛県立松山東高等学校卒業。中学、高校と陸上競技の中距離種目に出場していた。
2016年3月、早稲田大学教育学部複合文化学科卒業後の同年4月、アナウンサーとしてニッポン放送の子会社であるミックスゾーンに入社し、出向扱いでニッポン放送に所属。2004年に入社した当時：制作部所属の飯田浩司以来12年振り、同社所属の新人男性アナウンサーとして、同年4月30日のニッポン放送 THEラジオパーク in 日比谷 2016のアナウンサートークショーにてお披露目され、同年7月14日、倉敷マスカットスタジアムにて開催されたフレッシュオールスターゲームの中継にて、同局スポーツ部所属アナウンサーとして、16年振りに実況デビューした。
しかし、同年12月末付でニッポン放送を退職し、翌年2017年1月付で、故郷の愛媛県のラテ兼業局である南海放送に移籍する事となった。その後、平成30年7月豪雨の取材報告で、古巣であるニッポン放送が制作している、NRN系列向け報道番組に出演した。
2023年1月、南海放送を退職。
2025年1月26日に執行された故郷の砥部町長選挙に立候補。投開票の結果7,277票を獲得して、同じく新人で前副町長の岡田洋志を破り、初当選を果たした。31歳での首長就任は、愛媛県内で最年少である。

## アナウンサー時代の出演番組

### テレビ
- News Ch.4（スポーツコーナー）※月曜
- Beans
- Jリーグ中継（愛媛FCホームゲーム）
- 全国高等学校サッカー選手権大会※応援席リポート
- 特命副知事 みきゃん大作戦※愛媛県庁広報番組
- 大好き!まつやま～しあわせ未来塾～※松山市広報番組
- なんかいNEWS・なんかいNEWSファイナル

### ラジオ
- 山下泰則のモーニングディライト - 2018年5月24日
- 愛媛新聞ニュース

### ニッポン放送時代
- ニッポン放送ショウアップナイター

## 人物
- 2021年 J2リーグ 第2節 愛媛FC×ジェフユナイテッド市原・千葉のDAZN配信での実況時、後半44分から途中出場したジェフの櫻川ソロモンを紹介する際に、「櫻川ホルモン」と言い間違えた。この言い間違いをソロモン本人に見付けられ自身のSNSアカウントでイジられる事態となり[8][9]、結果、ジェフの運営がコレに乗じて同年のエイプリールフールネタとして、ジェフの公式Webサイトのソロモンの登録名を当日だけ「ホルモン」に書換え[10][11]、ジェフ主催のホームゲームでのスタジアムグルメにて、ソロモンの名を捩った「櫻川ホルモン焼き」を発売させた[12]。